# La Barra de Chocolate
La Barra de Chocolate fue un grupo de rock de argentina.  Junto con Los Náufragos, La Joven Guardia y Los Beatniks fueron pioneros del género beat.

## Historia
Liderada por Ramón Alberto García (Pajarito Zaguri) esta banda surgió en el local La Cueva al igual que otros artistas de la época como: Miguel Abuelo, Javier Martínez, Tanguito y Los Gatos en el año 1969. Con su canción Alza la voz, ganaron el Festival Nacional de Música Beat de ese mismo año. Con este mismo tema vendieron aproximadamente más de 40.000 simples en tres meses.
Su único disco de larga duración se editó a fines del año 1969 y la agrupación se lo dedicó al local La Cueva. También participaron en el B.A. Rock del año 1970. Se separaron ese mismo año y Pajarito Zaguri emprendió su carrera en solitario un año después.
Pajarito Zaguri fue el único miembro de la banda que tuvo una exitosa carrera activa que duró cuatro décadas. Murió el  22 de abril de 2013, a los 71 años de edad debido a un cáncer.

## Integrantes
- Pajarito Zaguri: voz
- Ignacio Smilari: guitarra
- Jorge Mercury: teclados
- Miguel Monti: bajo
- Quique Sapia: batería

## Discografía
- Alza la voz (simple) (1969)
- La Barra del Chocolate (1969)
- Vivir en las nubes (simple) (1969)
- Voces de la calle (simple) (1970)